# Miryalaguda
Miryalaguda es una ciudad y  municipio situada en el distrito de Nalgonda en el estado de Telangana (India). Su población es de 104918 habitantes (2011). Se encuentra a 142 km de Hyderabad, la capital del estado.

## Demografía
Según el censo de 2011 la población de Miryalaguda era de 104918 habitantes, de los cuales 52565 eran hombres y 52353 eran mujeres. Miryalaguda tiene una tasa media de alfabetización del 81,40%, superior a la media estatal del 67,02%: la alfabetización masculina es del 88,57%, y la alfabetización femenina del 74,25%.